# Poul Sørensen (ingeniør)
 For alternative betydninger, se Poul Sørensen. (Se også artikler, som begynder med Poul Sørensen)
Poul Sørensen (født 6. februar 1873 i Fredensborg, død 5. september 1964 i København) var en dansk ingeniør.
Sørensen tog eksamen som civilingeniør i 1899. I 1908 blev han fastansat ved Københavns Vandforsyning, og i årene 1922-43 var han direktør herfor. Det var en periode præget af ombygninger og store nyanlæg.
Han var medlem af bestyrelsen for Dansk Ingeniørforening i årene 1923–32 og foreningens formand i 1932-36. I 1953 blev han udnævnt til æresmedlem.